# Linia kolejowa nr 603
Linia kolejowa nr 603 – pierwszorzędna, w większości dwutorowa, zelektryfikowana linia kolejowa znaczenia państwowego łącząca stację towarową Kraków Prokocim Towarowy (rejon PrD) ze stacją Kraków Bonarka.